# Apertura Clemenz
L'apertura Clemenz è un'apertura di scacchi fra le più rare; essa è caratterizzata dalla mossa:
1. h3

ed è considerata un'apertura dubbia in quanto perde solo del tempo nella spinta di un pedone non centrale, che non libera alcun pezzo né controlla caselle del centro della scacchiera.
Essa inoltre porta ad un leggero indebolimento della struttura pedonale del lato di re, anche se non così forte come quello provocato dall'Attacco Grob (1.g4) o dall'Apertura Barnes (1.f3)
Le risposte migliori del nero sono 1… d5 e 1… e5 che fanno guadagnare al secondo giocatore spazio al centro.
Se il gioco del bianco rientra nei normali schemi, comunque, il vantaggio del nero è leggero e decisamente recuperabile.